# Shark Robotics
Shark Robotics — французская компания в сфере робототехники, основанная в 2016 году. Специализируется на производстве роботов, предназначенных для работы в опасных и труднодоступных зонах. Производственные мощности предприятия расположены в Ла-Рошели. Компания разрабатывает технику для нужд гражданской безопасности, промышленности, ядерного сектора и обороны, однако наибольшую известность получила благодаря своему флагманскому продукту — роботу Colossus.

## Деятельность
Ассортимент компании насчитывает около двенадцати различных моделей роботов. Основным направлением остаётся противопожарная безопасность: Shark Robotics выпускает системы, способные обнаруживать очаги возгораний, транспортировать пожарные рукава и подавать воду, а также доставлять воздух и оборудование пожарным подразделениям. Несколько единиц Colossus состоят на вооружении Парижской бригады пожарных.
Компания также разрабатывает специализированные устройства по заказу промышленных предприятий, включая робота для поиска углеводородов и роботизированный бульдозер для работы в радиоактивных зонах.
В линейку входит и Rhyno Protect массой 185 кг — «младший брат» Colossus. Эта модель получила известность во время пандемии COVID-19, когда по запросу батальона морских пожарных Марселя был разработан модуль для дезинфекции. Данный опыт способствовал установлению партнёрских отношений с американской компанией Boston Dynamics.
Модель Atrax, представляющая собой 32-килограммового робота-сапёра, используется коммандос Военно-морских сил Франции. Робот Barakuda массой 350 кг с четырьмя электроприводными колёсами предназначен для армии и выполняет функции транспортного «мула», способного перевозить до одной тонны груза или эвакуировать раненых.
Shark Robotics производит также автоматические шиповые заграждения Bulkhead, разработанные с учётом опыта работы Национальной дирекции по разведке и таможенным расследованиям (DNRED). Эти устройства используются таможенными службами и Военно-воздушными силами Франции. Около половины выручки компания получает от экспортных поставок.
27 июля 2025 года Shark Robotics объявила, что первые роботы Colossus, отправленные в Украину, введены в эксплуатацию.